# Liza Lapira

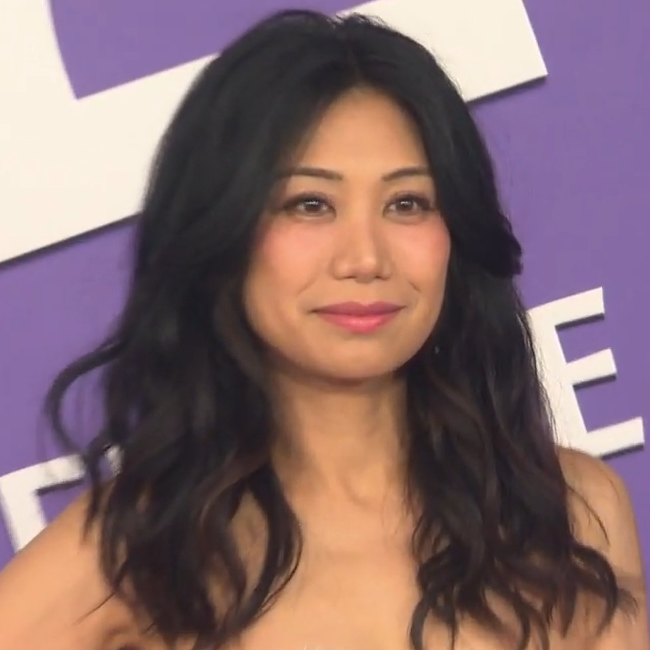
Liza Lapira (Videostandbild 2024)

Liza Lapira (* 3. Dezember 1981 in Queens, New York City) ist eine US-amerikanische Schauspielerin.

## Leben und Karriere
Lapira ist philippinisch-chinesischer Abstammung.
Ihr Karrieredebüt gab sie 2000 im Liebesdrama Es begann im September, wo sie an der Seite von Richard Gere und Winona Ryder spielte. Auftritte in Serien wie Law & Order (2001), Sex and the City (2003), Without a Trace (2004) und Die Sopranos (2004) folgten. Ihre erste große Rolle erhielt sie 2004 in Huff – Reif für die Couch, wo sie in 21 von 24 Folgen zu sehen war.
Nach dem Ende von Huff spielte Lapira in Navy CIS von der vierten bis zur sechsten Staffel. Zwischendurch hatte sie Gastrollen in Grey’s Anatomy und Monk. 2008 war sie in den Filmen Cloverfield und 21 und danach in der Serie Dexter zu sehen.
2009 bekam Lapira eine wiederkehrende Gastrolle in Joss Whedons Projekt Dollhouse und wurde für Fast & Furious – Neues Modell. Originalteile. sowie den Science-Fiction-Thriller Repo Men gecastet.

## Filmografie

### Filme
- 2000: Es begann im September (Autumn in New York)
- 2002: Brown Sugar
- 2005: Domino
- 2006: The Big Bad Swim
- 2007: LA Blues
- 2008: Cloverfield
- 2008: 21
- 2009: Table for Three
- 2009: See Kate Run (Fernsehfilm)
- 2009: Fast & Furious – Neues Modell. Originalteile. (Fast & Furious)
- 2010: Repo Men
- 2010: See you in September
- 2010: Marmaduke
- 2011: Crazy, Stupid, Love.
- 2012: The Happiest Person in America (Kurzfilm)
- 2014: Verrückt nach Barry (Someone Marry Barry)
- 2017: Happy Birthday – Ein Geburtstag zum Verlieben (All I Wish)
- 2018: The Samuel Project
- 2020: Moderne Verführung (Modern Persuasion)
- 2022: Must Love Christmas (Fernsehfilm)
- 2024: Alles steht Kopf 2 (Inside Out 2, Stimme)

### Fernsehserien
- 1999–2007: Law & Order: Special Victims Unit (sechs Folgen)
- 2001: Law & Order (eine Folge)
- 2001–2002: The Education of Max Bickford (zwei Folgen)
- 2003: Sex and the City (eine Folge)
- 2004: Without a Trace – Spurlos verschwunden (Without a Trace, eine Folge)
- 2004: Die Sopranos (The Sopranos, eine Folge)
- 2004: Die Parkers (The Parkers, eine Folge)
- 2004: ABC/TTV Micro-Mini Series (Miniserie)
- 2004–2006: Huff – Reif für die Couch (Huff, 21 Folgen)
- 2006: Grey’s Anatomy (eine Folge)
- 2006–2008: Navy CIS (NCIS, 12 Folgen)
- 2007: Monk (eine Folge)
- 2007: Queens Supreme (eine Folge)
- 2008: Emergency Room – Die Notaufnahme (ER, zwei Folgen)
- 2008: Hollywood Café
- 2008: Dexter (fünf Folgen)
- 2009–2010: Dollhouse (zehn Folgen)
- 2011: Traffic Light (13 Folgen)
- 2012: Psych (eine Folge)
- 2012: Drop Dead Diva (eine Folge)
- 2012–2013: Apartment 23 (Don’t Trust the B---- in Apartment 23, 14 Folgen)
- 2013: Royal Pains (eine Folge)
- 2013–2014: Super Fun Night (17 Folgen)
- 2014: Blue Bloods – Crime Scene New York (Blue Bloods, eine Folge)
- 2014: Power (eine Folge)
- 2015: Battle Creek (10 Folgen)
- 2016: Cooper Barrett’s Guide to Surviving Life (13 Folgen)
- 2015–2017: Con Man (vier Folgen)
- 2017–2018: 9JKL (16 Folgen)
- 2018: The Good Doctor (eine Folge)
- 2019: Unbelievable (sechs Folgen)
- 2019: Navy CIS: New Orleans (eine Folge)
- 2019–2020: Nancy Drew (vier Folgen)
- 2021–2025: The Equalizer – Schutzengel in New York (The Equalizer, Fernsehserie)

## Awards
2008 gewann Lapira zusammen mit dem Ensemble von 21 den Special Award als Bestes Ensemble auf der ShoWest Convention.